# Stanisław Marzyński

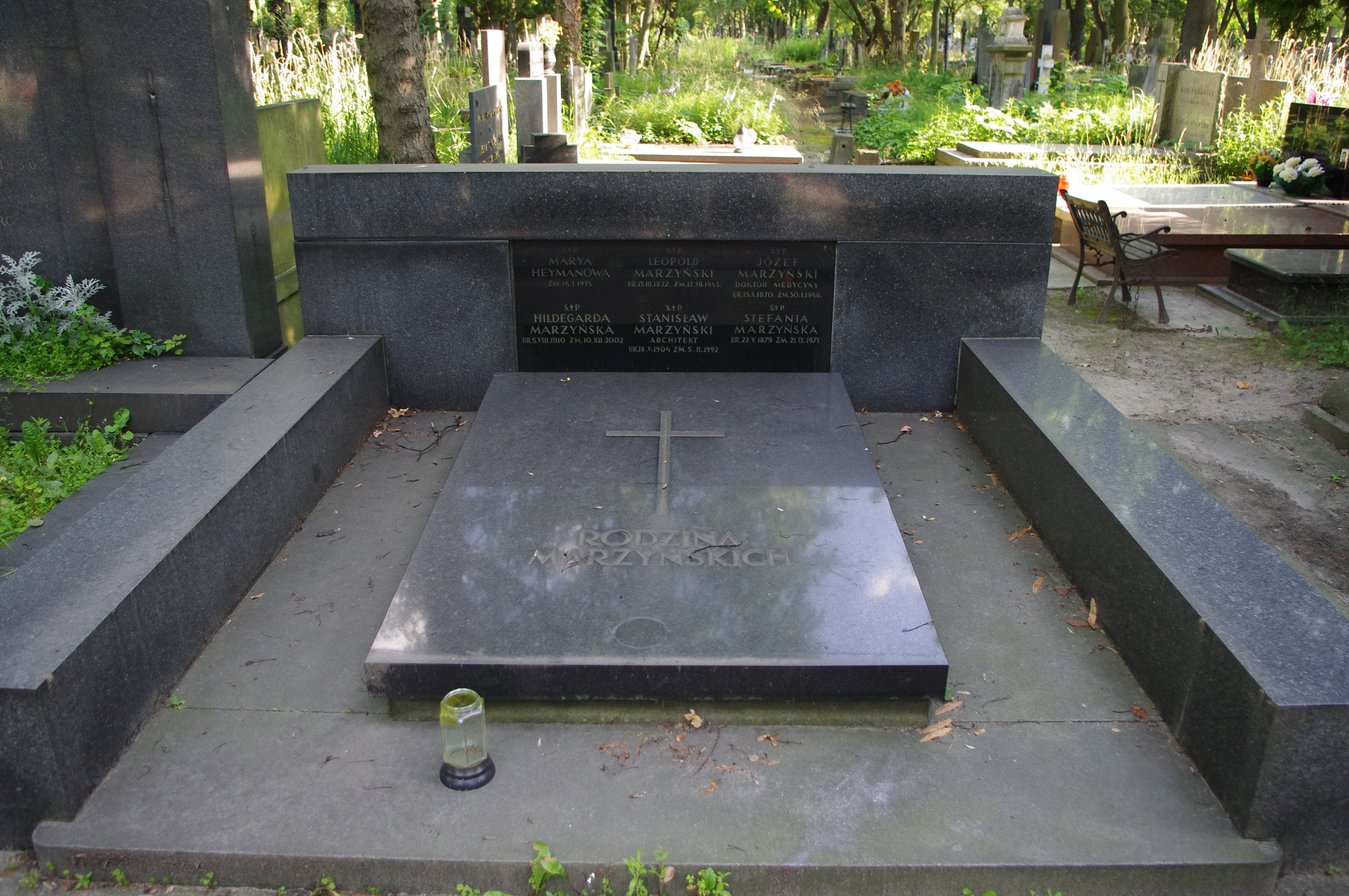
Grób architekta Stanisława Marzyńskiego na Starych Powązkach w Warszawie

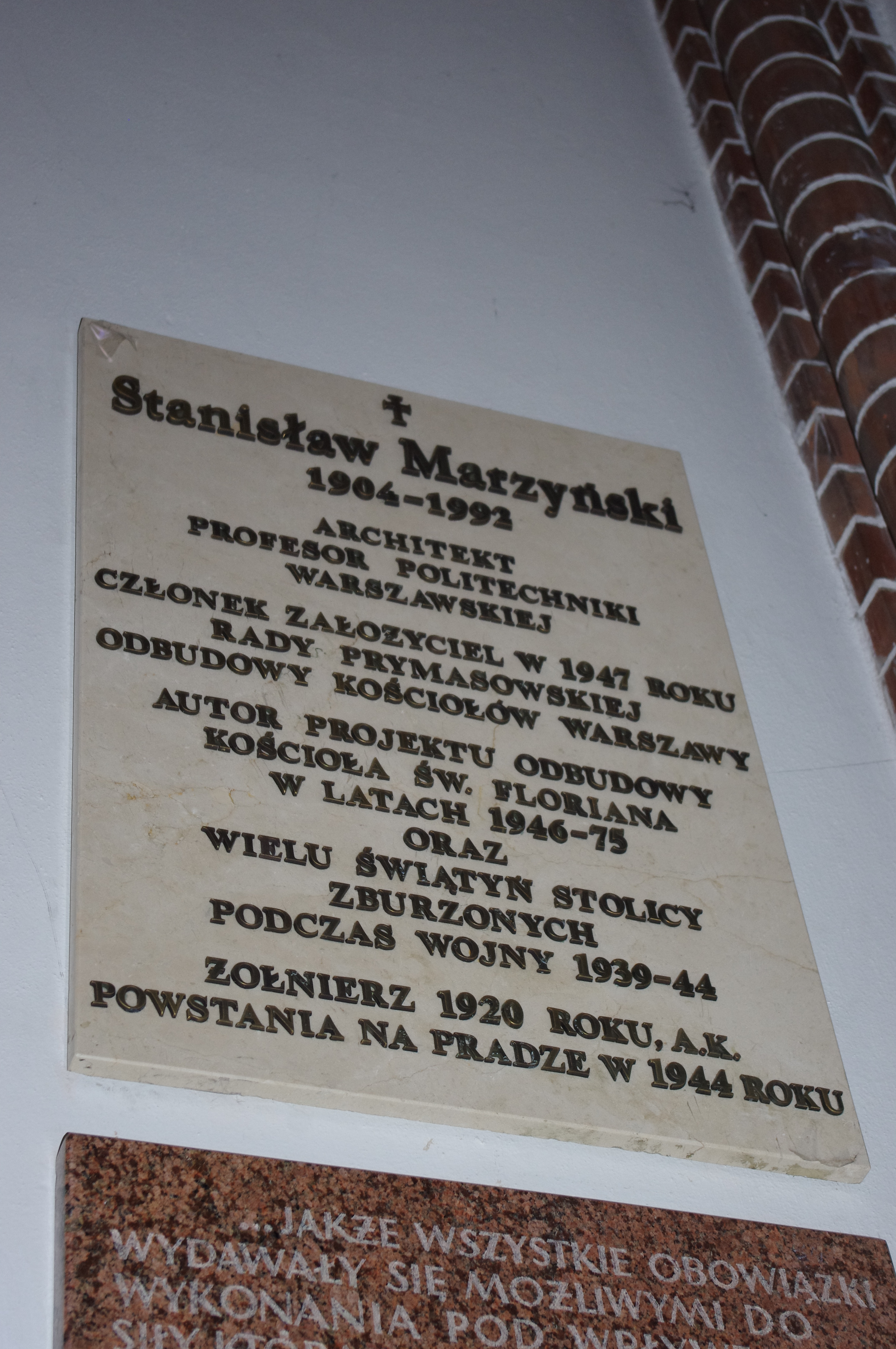
Tablica upamiętniająca Stanisława Marzyńskiego w bazylice katedralnej św. Michała i św. Floriana w Warszawie

Stanisław Leon Marzyński (ur. 18 maja 1904 w Łodzi, zm. 5 lutego 1992 w Warszawie) – polski architekt, profesor Politechniki Warszawskiej, znany przede wszystkim z powojennej rekonstrukcji zabytków, w tym kościołów, i budowniczy nowych.

## Życiorys
Był synem łódzkiego lekarza Józefa Maybauma-Marzyńskiego (1870-1946) oraz Stefanii Racheli z Grossmanów (1879-1971), pochodzącej z Częstochowy. Stefania była córką Jana Grossmana (1851-1924), przemysłowca i działacza społecznego a wnuczką Lazarusa Grosmana (1820–1892), księgarza i fabrykanta,. Jej pradziadkiem był Abraham Buchner, kontrowersyjny w środowiskach żydowskich nauczyciel warszawskiej Szkoły Rabinów, orędownik Haskali, czyli żydowskiego oświecenia. Józef Maybaum-Marzyński był gastrologiem i pionierem leczenia onkologicznego. W 1927 został pierwszym kierownikiem Instytutu Leczenia Radem przy ul. Piotrkowskiej 175, gdzie też Marzyńscy mieszkali. Stefania Maybaum-Marzyńska była zaangażowana społecznie na rzecz biedoty, dzieci i kobiet. W 1904 wraz z mężem i jego kolegami-lekarzami założyła a następnie prowadziła jako przewodnicząca instytucję opieki zdrowotnej dzieci Kropla Mleka, pierwszą tego typu organizację na ziemiach polskich. Organizacja ta prężnie rozwijała się aż do 1939, kiedy zlikwidowali ją niemieccy okupanci.
Miał młodszego brata, Michała, lekarza psychiatrę. Maybaumowie uważali się za "Polaków wyznania mojżeszowego", o czym świadczy użycie takich określeń w stosownych rubrykach zachowanych świadectw szkolnych Stanisława. W 1917 cała rodzina przyjęła chrzest w Kościele katolickim a w 1921 przybrała polsko brzmiące nazwisko Marzyńskich.
W 1920 skończył Wyższą Szkołę Realną Męską z Oddziałem Handlowym Zgromadzenia Kupców w Łodzi. Jako szesnastolatek brał udział w wojnie polsko-bolszewickiej.
W latach 20. XX wieku był naczelnym inwentaryzatorem Zamku Królewskiego w Warszawie. Na podstawie jego uwag i notatek z tego okresu możliwe było w czerwcu 1974 odtworzenie i zainstalowanie tarcz zegarowych na wieży zamku. Przed II wojną światową pod kierunkiem Kazimierza Skórewicza zajmował się restauracją Zamku Królewskiego. Z Czesławem Przybylskim pracował nad projektem Dworca Centralnego. W pracowni Bohdana Pniewskiego robił rysunki na pierwszy konkurs na świątynię Opatrzności Bożej. Brał udział w wielu konkursach architektonicznych.
Absolwent Wydziału Architektury Politechniki Warszawskiej (1930). W czasie studiów organizował zagraniczne studenckie wyjazdy naukowe. Od 1929 był młodszym asystentem na Wydziale Architektury Politechniki Warszawskiej. W 1935 został starszym asystentem w Katedrze Budownictwa Ogólnego na Wydziale Inżynierii Politechniki Warszawskiej. Jego prace były reprodukowane i opisywane na łamach „Architektury i Budownictwa” oraz „Wnętrza”.
W czasie okupacji niemieckiej zatrudniał się przy remontach kościołów i klasztorów, zabezpieczał zniszczone obiekty sakralne. Włączył się w tajne nauczanie. Walczył w powstaniu warszawskim jako żołnierz Armii Krajowej ps. Leon. Walczył w VI Obwodzie AK na Pradze.
Po zakończeniu wojny zgłosił się do odbudowy miasta, prowadził inwentaryzację zniszczeń w warszawskich kościołach. Pracował w Biurze Odbudowy Stolicy. Przerwał pracę, gdy w 1946 z żoną został aresztowany i uwięziony za przynależność do AK. Po zwolnieniu wrócił do pracy. Współpracował z hierarchami kościelnymi. Był członkiem powołanem w 1947 przez kardynała Augusta Hlonda Rady Prymasowskiej Odbudowy Kościołów Warszawy (od 1956 Prymasowska Rada Budowy Kościołów Warszawy i Archidiecezji Warszawskiej). Organizował pracownię architektoniczną. Przez kilkadziesiąt lat był bliskim współpracownikiem i doradcą prymasa Polski Stefana Wyszyńskiego w sprawie odbudowy i budowy kościołów. Projektował kościoły w archidiecezji warszawskiej i łódzkiej, na Mazowszu, na zachodnim skraju Kurpi Zielonych.
Do 1974 pracował jako wykładowca na Wydziale Inżynierii Lądowej Politechniki Warszawskiej.
W latach 1931–1932 był zastępcą członka Komisji Sądowej SAP. Od 1934 należał do Oddziału Warszawskiego SARP jako współzałożyciel stowarzyszenia. Był rzeczoznawcą SARP. Przed 1939 należał do Kolegium Sekretarzy Konkursowych SARP. Od 1953 należał do Towarzystwa Urbanistów Polskich. W 1980 był Przewodniczącym Komisji Rewizyjnej Solidarności na Politechnice Warszawskiej.
Wydał kilka książek: Estetyka mostów (1954), Architektura (1959), Kościoły Warszawskie w ruinie i odbudowie (1956), Kościoły odbudowane i nowo wybudowane w okresie dwudziestolecia P.R.L (1966), Urbanistyka (1966), Podstawy projektowania architektury (1969), Materiały do projektowania architektonicznego (1969), Projektowanie architektoniczne (1971) oraz Budowa i konserwacja kościołów (1981).
Pochowany na warszawskim cmentarzu Powązkowskim (kw. 125, rząd 4, grób 1/2).

## Konkursy
- 1928: pomysły wzorów kiosków, kabin, gablotek itp. do handlu ulicznego w Warszawie ze Stefanem Listowskim i Zygmuntem Skibniewskim – I nagroda (urządzenie do czyszczenia obuwia), zakup (kiosk stały)
- 1929: projekt szkoły przy ul. Rokicińskiej 41 w Łodzi ze Stanisławem Odyńcem-Dobrowolskim – II nagroda
- 1930: projekt szkicowy więzienia karno-śledczego w Łodzi – zakup[8]
- 1931: projekt pomnika „Zjednoczenia Ziem Polskich” w Gdyni (1931) – I nagroda równorzędna (projekt niezrealizowany)[7][13]
- projekt placu Piłsudskiego ze Zbigniewem Pugetem i Stanisławem Różańskim[7]
- 1937: projekt pomnika „6 sierpnia” dla uczczenia żołnierza polskiego i wyruszenia do walki o Niepodległość przy placu Zawiszy w Warszawie – I nagroda (projekt niezrealizowany)[7]
- 1961: projekt przepraw mostowych przez Wisłę w Warszawie ze Stanisławem Lenczewskim, Andrzejem Buchnerem, Wojciechem Dzieniszewskim, Marcelim Latoszkiem, Kazimierzem Lechem, Stanisławem Niewiadomskim i Wacławem Rudzińskim oraz zespołem – I nagroda za przeprawę mostową Łazienkowska, nagroda równorzędna za przeprawę mostową Świętokrzyska
- 1961: projekt Placu Trzech Krzyży z Andrzejem Buchnerem i Stanisławem Niewiadomskim – wyróżnienie
- 1965: projekt przeprawy przez Wisłę w Kiezmarku z Andrzejem Buchnerem i Stanisławem Niewiadomskim – wyróżnienie
- 1965: centrum Krakowa z Andrzejem Buchnerem, Krzysztofem Kasperkim, Witoldem Mieszkowskim i Stanisławem Niewiadomskim – wyróżnienie
- 1975: projekt Mostu Toruńskiego w Warszawie z Andrzejem Buchnerem – wyróżnienie[8].

## Projekty
- kościół św. Klemensa Dworzaka (redemptorystów) przy ul. Karolkowej 49 w Warszawie (1931–1935)
- prywatny dom architekta przy ul. Czeskiej 20 w Warszawie (1936)[14]
- schronisko wysokogórskie na Kukulu koło Worochty (1936–1939)[8]Schronisko na Kukulu

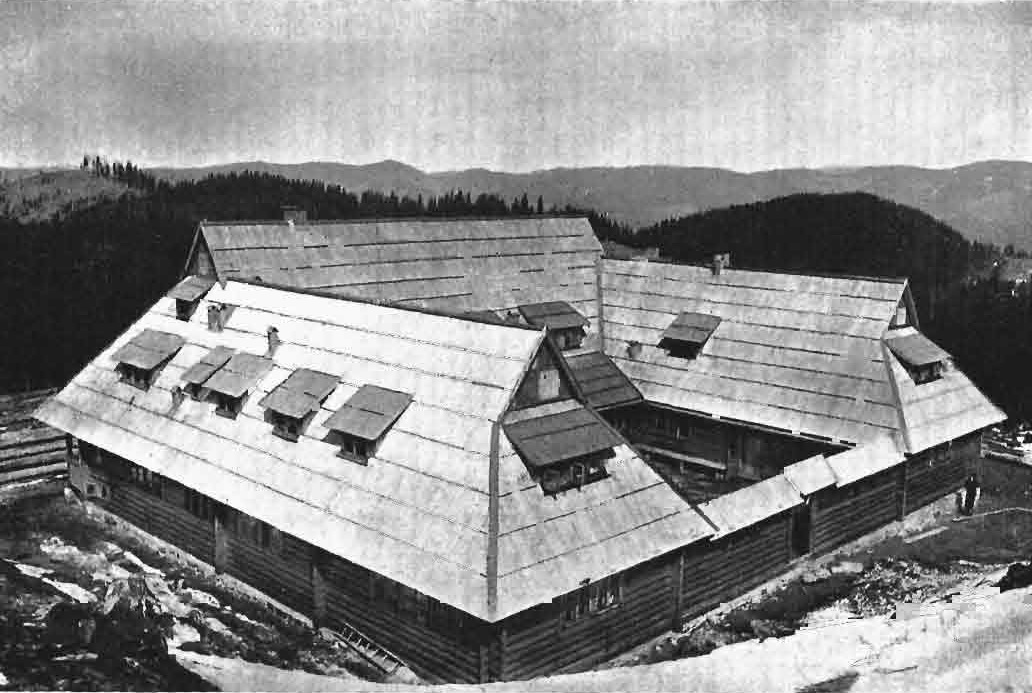
Schronisko na Kukulu

- domy jednorodzinne w zabudowie szeregowej przy ul. Efraima Schroegera 6, 8, 9, 10, 11, 12, 13, 14, 15, 16, 17, 19 (1936–1938), projekt z Borysem von Zinserlingiem
- dom wielorodzinny wolnostojący przy ul. Kleczewskiej 39 w Warszawie (1938–1939)[14]
- hala targowa przy ul. Marymonckiej w Warszawie z łupinowym przekryciem dachowym (1937–1939), projekt z W. Michniewiczem[7][8][10]
- odbudowa i przywrócenie gotyckiego charakteru wnętrza kościoła w Tarchominie
- odbudowa kościoła szarytek na Powiślu i pallotynów na Pradze w czasie II wojny światowej[7]
- odbudowa kaplicy św. Barbary w Warszawie (Śródmieście)
- przeniesienie i złożenie kościoła św. Antoniego Padewskiego w Warszawie (Stara Miłosna)
- odbudowa kościoła św. Piotra i Pawła przy ul. Emilii Plater ze zniszczeń drugowojennnych (1945–1954)
- remont kościoła kapucynów pw. Przemienienia Pańskiego w Warszawie (1945–1957), projekt z Zygmuntem Stępińskim, Marią Referowską, Konstantym Jakimowiczem i Czesławem Rzepeckim
- odbudowa franciszkańskiego kościoła św. Franciszka Serafickiego przy ul. Zakroczymskiej 1 w Warszawie (1945–1948)
- odbudowa kościoła św. Trójcy z klasztorem przy ul. Solec 61 w Warszawie (1946–1949)
- kamienica przy ul. Chłodnej 27 w Warszawie (1947)
- odbudowa Pałacyku Biernackich w Warszawie (1947–1949)[14]
- rozbudowa kościoła Matki Bożej Częstochowskiej w Wołominie (1950–1953)
- zespół marmurowych ołtarzy w kościele Wniebowzięcia Najświętszej Maryi Panny w Warszawie
- odbudowa kościoła św. Aleksandra na placu Trzech Krzyży na podstawie stanu z 1821
- odbudowa kościoła św. Michała Archanioła i św. Floriana Męczennika na Pradze (1947–1972)
- odbudowa kościoła Matki Boskiej Łaskawej (jezuitów) przy ul. Świętojańskiej w Warszawie (1947–1970)
- rekonstrukcja i odbudowa Pałacu Arcybiskupów przy ul. Miodowej 17/19 w Warszawie (1949–1953)
- kościół i klasztor pallotynów w Ołtarzewie (1947–1953)[8]
- kościół parafialny w Hajnówce (1951)[15]
- projekty przebudowy (niezrealizowane) i remont willi przy ul. Narbutta 21 (1951)[14][16]
- eklektyczny ołtarz główny w kościele Trójcy Świętej w Obrytem[17]
- kościół Matki Boskiej Częstochowskiej przy ul. św. Wincentego 83, Warszawa (1952)

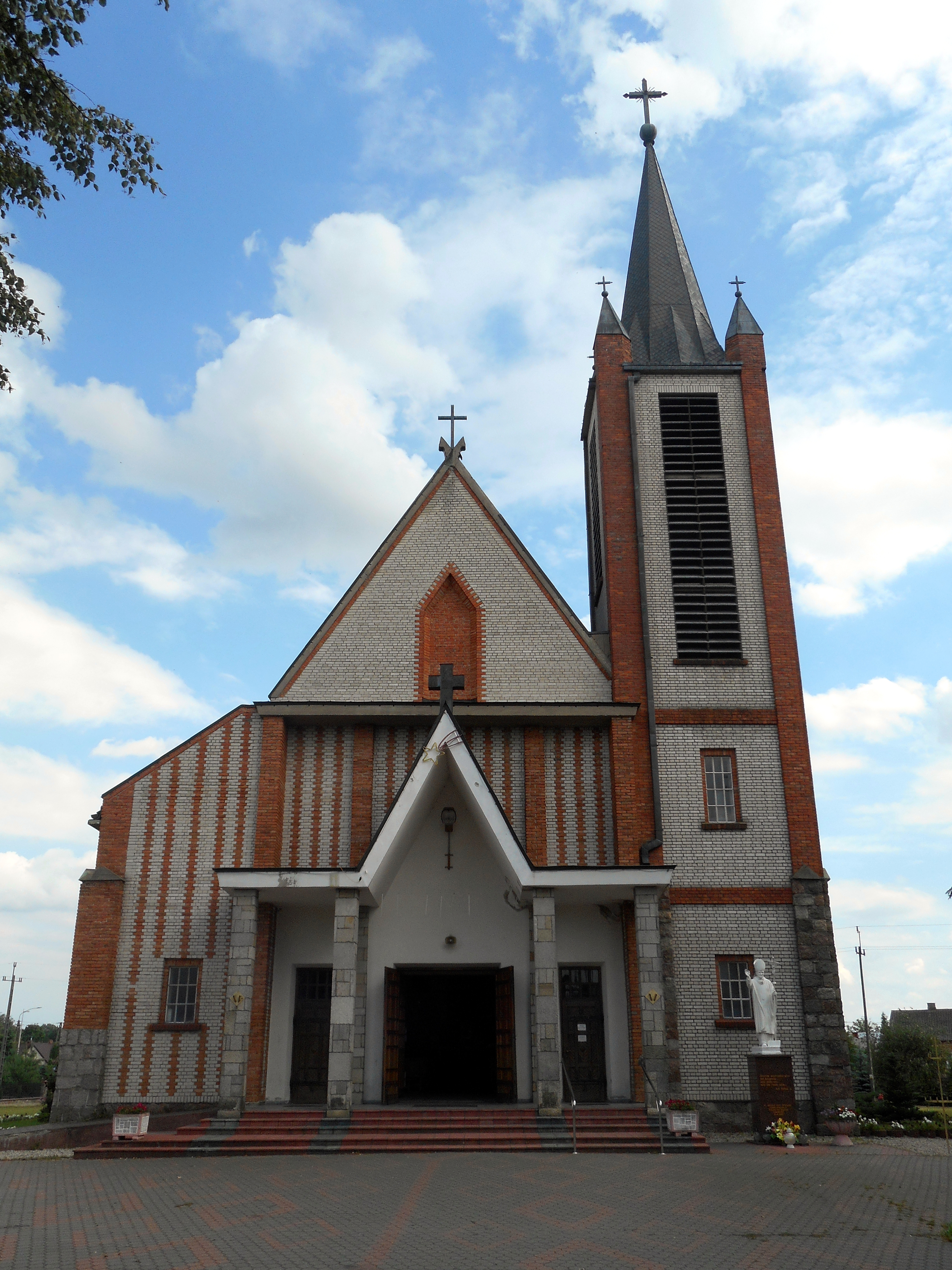
Kościół w Jednorożcu

- Kościół w Jednorożcuodbudowa kościoła Wszystkich Świętych na placu Grzybowskim w Warszawie[8]
- współpraca przy rekonstrukcji Gimnazjum Zaluscianum przy ul. Jezuickiej 4 w Warszawie (1953–1959)[14]
- odbudowa kościoła Najświętszego Serca Pana Jezusa w Gąbinie (1955–1960)[18]
- dom mieszkalny PAN przy ul. Hożej 5/7 w Warszawie (1956–1958), projekt z Andrzejem Buchnerem[8]
- kościół pw. Wniebowzięcia NMP i św. Tekli w Mninie (1956–1963)[19]
- odbudowa bazyliki Najświętszego Serca Jezusowego w Warszawie (1956–1958)[14]
- kościół Wniebowzięcia Najświętszej Maryi Panny w Stąporkowie (1957–1965)[20]
- kościół Jezusa Chrystusa Króla Pokoju przy ul. Modlińskiej 4 w Warszawie
- rekonstrukcja kościoła Matki Bożej Loretańskiej przy ul. Ratuszowej 5 w Warszawie (1958–1964) z B. Iwańczykiem[14]Kaplica w Lipie

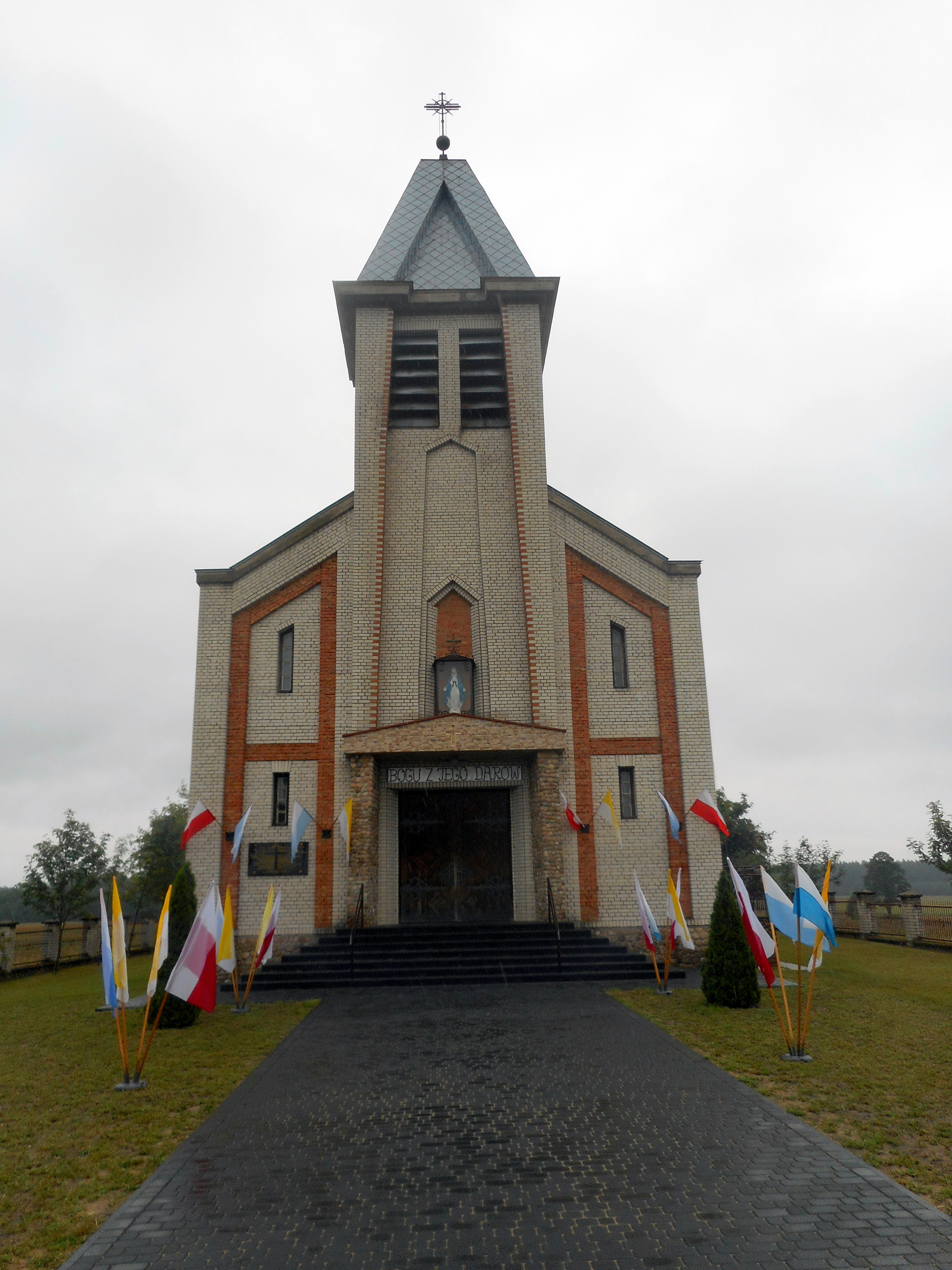
Kaplica w Lipie

- przebudowa młyna na kościół św. Józefa Robotnika w Sochaczewie[21]
- kościół w Szwelicach (1957–1961)[18]
- kościół Wniebowzięcia Najświętszej Maryi Panny w Jarosławicach (1957–1962)[22]

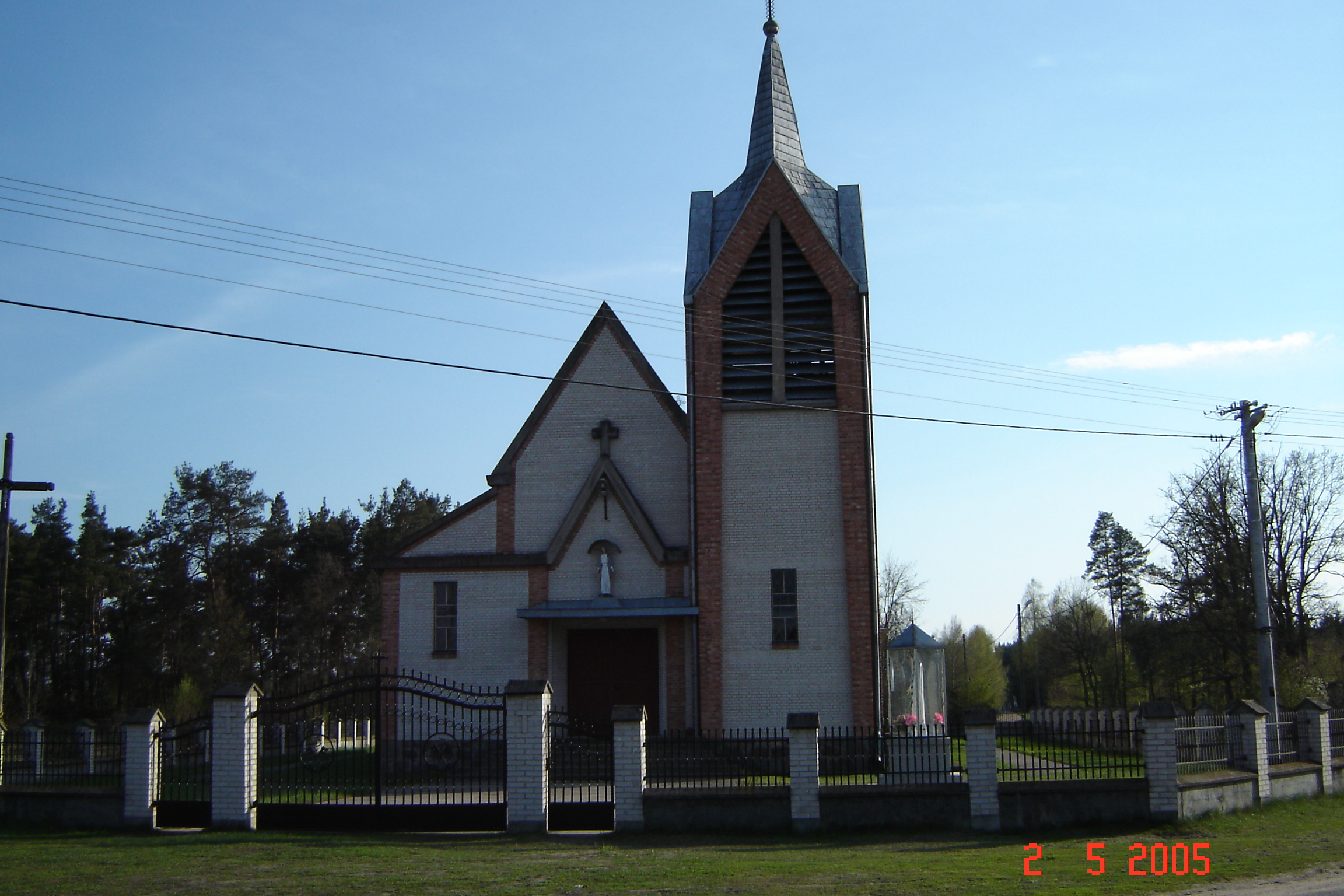
Kaplica w Dłutówce

- Kaplica w Dłutówceodbudowa kościoła św. Jana Chrzciciela i św. Stanisława BM w Stanisławowie
- kościół Najświętszego Serca Pana Jezusa w Gąbinie (1957–1966)
- odbudowa kościoła i klasztoru ss. Sakramentek na Nowym Mieście
- konserwacja kościoła św. Karola Boromeusza w Warszawie na Powązkach
- konsultacja budowy i przebudowy mostu Starzyńskiego w Warszawie (1961)
- most Łazienkowski z dojazdami w Warszawie (1962–1974), projekt z Andrzejem Buchnerem i Stanisławem Niewiadomskim[8]
- wieża przy kościele Matki Bożej Anielskiej w Warszawie w Radości (1962–1963)
- kościół Matki Bożej Częstochowskiej w Klukowie (1963–1969)[23]

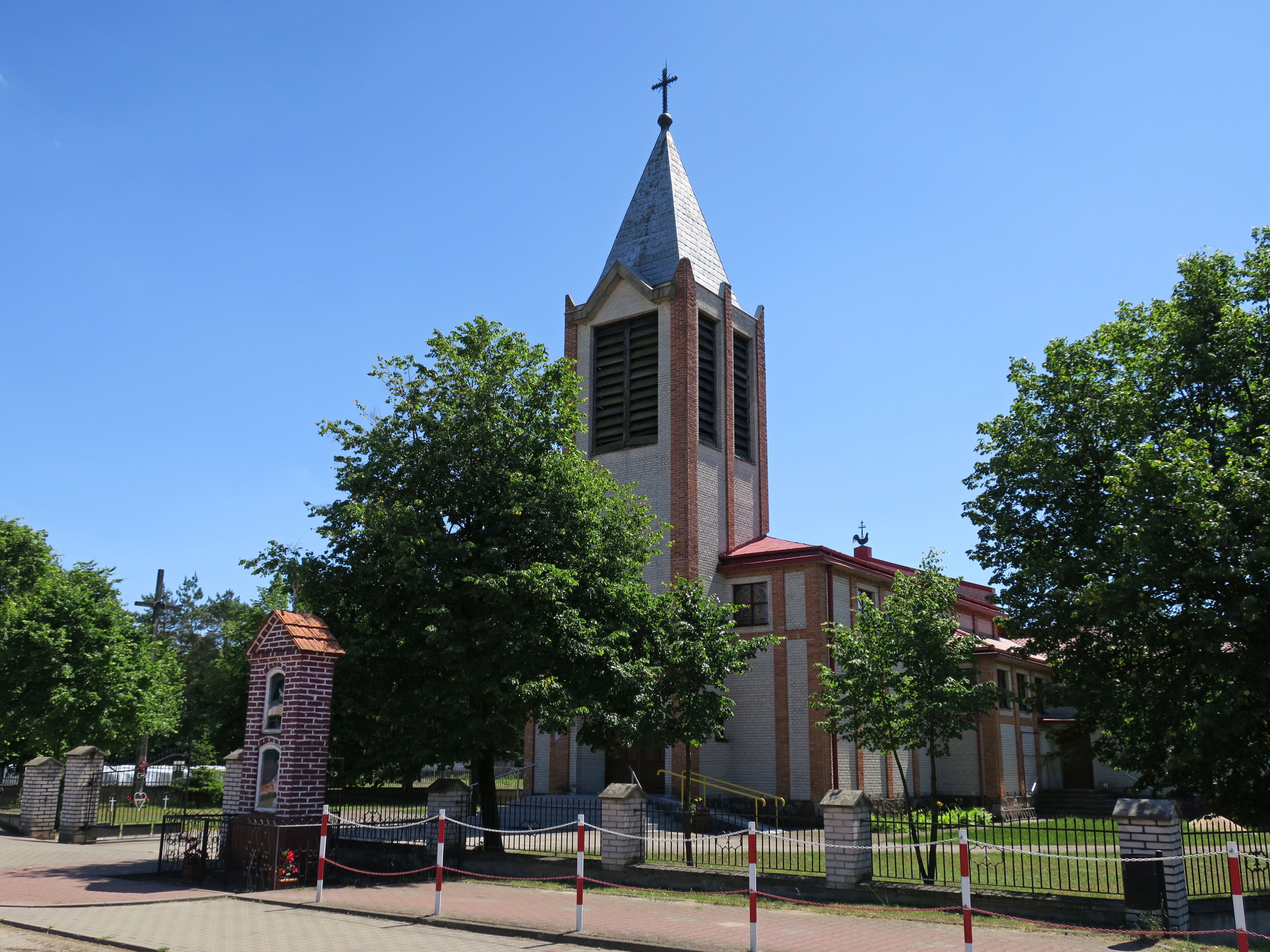
Kaplica w Ziomku

- Kaplica w Ziomkuodbudowa Pałacu Dziekana w Warszawie (1966–1968)
- kościół Niepokalanego Serca Najświętszej Maryi Panny w Syczynie[24]
- kaplica pogrzebowa w Ożarowie – wybudowana w latach 1975–1977[25]
- kościół św. Mateusza w Smoszewie (1973–1975)
- kościół parafialny w Szelkowie (1973)[8] – wybudowany w latach 1975–1978[18]
- kaplica pogrzebowa w Wołominie – wybudowana w latach 1975–1977, projekt z Piotrem Marzyńskim[25]
- kościół Przemienienia Pańskiego w Mławie (1974–1978)
- kościół Trójcy Świętej w Bulkowie (1974–1978)
- kościół w Sudragach (1975–1978)[18]
- kościół Matki Bożej Bolesnej w Kroczewie (1979)[26]
- kościół w Karniewie (odbudowa)
- kościół w Górach Krzyżewskich na terenie wsi Krzyżewo Borowe[11]
- kaplica w Starym Podosiu na terenie parafii Płoniawy-Bramura[11][27]
- plebania w Makowie Mazowieckim[11]
- plebania i kościół Wniebowzięcia NMP w Jednorożcu (1981–1982) – wybudowany w latach 1983–1986[11]
- kaplica i punkt katechetyczny w Lipie (1981) – wybudowany w latach 1982–1987[28]
- kaplica i punkt katechetyczny w Dłutówce (1984–1986) oraz w Ziomku (1981–1984) na terenie parafii Baranowo[11][29]
- kościół parafialny MB Częstochowskiej przy ul. Zagórnej 5 w Warszawie (1973–1976), projekt z Piotrem Marzyńskim
- kościół parafialny MB Królowej Polski przy ul. Kurkowej 35 w Wołominie (1981–2012), projekt z Andrzejem Buchnerem[8]
- kościół św. Jana Chrzciciela w Zbroszy Dużej
- przebudowa kościoła Chrystusa Króla Pokoju w Warszawie[8].

## Odznaczenia
- Order Świętego Grzegorza Wielkiego (1964)
- Krzyż Kawalerski Orderu Odrodzenia Polski (1973)
- Srebrna Odznaka SARP (1979)
- Medal Komisji Edukacji Narodowej (1980)
- Złota Odznaka SARP (1981)[8]

## Spuścizna
W 2008 dzieci Stanisława Marzyńskiego: Monika Buchner i Piotr Marzyński przekazali Działowi Planów i Rysunków Architektonicznych Muzeum Warszawy kilka tysięcy rysunków architektonicznych ojca.

## Upamiętnienie
Od 2016 imię prof. arch. Stanisława Marzyńskiego nosi Szkoła Podstawowa w Rogotwórsku.